# 阿里马拉姆
阿里马拉姆（Arimalam），是印度泰米尔纳德邦Pudukkottai县的一个城镇。总人口7811（2001年）。

## 人口
该地2001年总人口7811人，其中男性3809人，女性4002人；0—6岁人口920人，其中男463人，女457人；识字率61.21%，其中男性为71.04%，女性为51.85%。